# コードウェル城奇談
『キャッスル・コードウェル・アンド・ビヨンド』（Castle Caldwell and Beyond ）は、ダンジョンズ&ドラゴンズ・ファンタジー・ロールプレイングゲームのベーシック・ルール・セット向けに、1985年にTSR社が出版したモジュールである。その製品番号はTSR 9143であった。
1990年には『コードウェル城奇談』（コードウェルじょうきだん）というタイトルで日本語版が出版された。

## プロット概要
Castle Caldwell and Beyondには5つの小シナリオが収録されている。プレイヤーキャラクターがモジュールを進めてゆくにつれて、彼らはある城とそのダンジョンを掃討し、誘拐された王女を救出し、牢獄から脱出し、教会のために神聖なアイテムを取り戻すであろう。
このモジュールには5つの短い冒険が収録されている。最初の2つ、The Clearing of Castle CaldwellとDungeons of Terrorは関係があり、他の3つが独立型であるのに対し、連続物としてデザインされている。
- コードウェル城の掃討：ある地元の商人が最近小さな城を買ったが、いざ彼がそこに転居しようとすると、彼はそこに既に住み着いているものがいることに気付いた。冒険者はこの城を調査し、勝手に住み着いているものどもを立ち退かせるために雇われる。

- 恐怖のダンジョン：コードウェル城の床にある奇妙な落とし戸は、謎めいたダンジョンに通じており、キャラクターはそこから出られなくなってしまう。唯一の脱出方法は、ダンジョン内に隠された秘密のドアを開く手段を見つけることである。

- シルヴィア王女の誘拐：シルヴィア王女が、2国間の紛争を終わらせるためにその隣国の王子と結婚する直前、彼女は平和を望まない党派の手先によって誘拐される。冒険者は犯人の隠れ家に潜入し、王女を救出せねばならない。

- 大脱出：この冒険は、プレイヤーキャラクター達は敵軍の捕虜として、戦線後方にある前哨基地の監房に閉じ込められた状態で開始される。彼らの最優先事項は、監房を抜け出して武器を取り戻し、敵軍の前哨基地を制圧することである。

- エルウィンの聖域：伝説の神聖なアーティファクトが盗まれ、全ての手がかりは謎めいた｢輝く｣エルウィンを示している。プレイヤーはエルウィンの要塞に侵入し、要塞内の全てはエルウィンの冷笑的な監視下にあり、侮蔑的な発言を受けながら、数多くの罠とモンスターを戦って切り抜けねばならない。

## 出版履歴
B9 Castle Caldwell and Beyondはハリー・ナッコルズ、カバーアートはクライド・コールドウェル担当で、1985年に32ページの小冊子と外装カバーという形式でTSRが出版した。また、本文イラストはダグ・ワトソンが担当した。
このモジュールは後に、1987年の再編集モジュール、B1-9 In Search of Adventureに採用された。
1990年3月、株式会社新和が日本語版を出版した。

## 追加記事
- 論評: The V.I.P. of Gaming誌2号（1986年）

## クレジット
デザイン:ハリー・W・ナッコルズ

編集:マイケル・S・ドブソン

カバーアート:クライド・コールドウェル

本文イラスト:ダグ・ワトソン

地図製作:デイビッド・S・「ディーゼル」・ラフォース

植字:ベティ・エルモア

美術指導:ルース・ホイヤー

ISBN 0-88038-200-7